# Albtalbahn 1v bis 4v
Die Dampflokomotiven 1v–4v der meterspurigen Albtalbahn waren Kastenlokomotiven für den Nebenbahnbetrieb. Die vier Lokomotiven wurden von der Maschinenbau-Gesellschaft Karlsruhe 1897 und 1889 mit den Fabriknummern 1455–1457 und 1477 ausgeliefert. Die Lokomotiven waren die ersten auf der Albtalbahn und für den Betrieb von Karlsruhe Albtalbahnhof bis Bahnhof Ettlingen Stadt vorgesehen.
Nach der Elektrifizierung der Albtalbahn wanderten die Maschinen in untergeordnete Dienste ab und wurden bis 1924 eingesetzt. Danach wurden sie ausgemustert und verschrottet.

## Geschichte
Die Eröffnung der Albtalbahn auf dem Abschnitt Karlsruhe Albtalbahnhof bis Bahnhof Ettlingen Stadt wurde mit diesen Lokomotiven vorgenommen. Dabei nahm die Albtalbahn am Straßenverkehr von Karlsruhe teil und musste spezielle Schutzvorrichtungen vor den beweglichen Teilen der Steuerung tragen. Außerdem durften die Lokomotiven im Stadtgebiet nicht pfeifen und waren deshalb mit kleinen Handglocken versehen. Ab Ettlingen übernahmen dann mit den B.L.E.A.G. 5 bis 8 stärkere Lokomotiven die Züge.
Die danach bestellten Albtalbahn 5v und 6v von Hohenzollern waren ebenfalls zweiachsige Kastenlokomotiven. Mit der Elektrifizierung des ersten Albtalbahnabschnittes verloren die Lokomotiven den Personenverkehr und wurden bis zur Lieferung der Gleichstromlokomotiven nur noch im Güterverkehr eingesetzt. Nach der vollständigen Umstellung auf elektrischen Betrieb wurden sie noch für Hilfsdienste verwendet und schieden 1916, 1919 und 1924 aus.

## Technik
Die Lokomotiven besaßen einen liegenden Kessel und waren teilverkleidet. Die Steuerung der Bauart Allan war vor unbeabsichtigtem Berühren durch Stege gesichert.
Sie waren rundum offen ausgeführt und mit einem Wetterschutzdach versehen, welches Öffnungen für den Schornstein und den Dampfdom besaß. Der Lokführer hatte seinen Platz an der rechten Seite vor dem Einstieg. Als Signaleinrichtung besaßen sie für den Stadtbetrieb eine Handglocke, ferner waren eine Handbremse und eine Hardy-Bremse vorhanden.